# Y, ¿si fuera ella?
Y, ¿si fuera ella? è una canzone composta dal cantante spagnolo Alejandro Sanz e pubblicata nel 1997 sull'album Más, da cui venne estratta come primo singolo.

## Posizioni in classifica
| Classifica (1997)               | Miglior posizione |
| ------------------------------- | ----------------- |
| US Hot Latin Songs (Billboard)  | 13                |
| US Latin Pop Songs (Billboard)  | 3                 |
| US Tropical Airplay (Billboard) | 9                 |

## Cover
- Nel 2008, la band sudcoreana Shinee pubblicò una cover del brano in coreano, cantata da Kim Jong-hyun ed inserita nell'album The Shinee World.
- Nel 2017 lo stesso Sanz lanciò una speciale cover della sua canzone, eseguita da vari artisti internazionali e pubblicata come singolo il 19 maggio 2017 esclusivamente in formato digitale. La cover venne realizzata con lo scopo di raccogliere fondi da destinare all'associazione Save the Children per combattere la fame[1][2]. Gli artisti coinvolti nel progetto sono: Pablo Alborán, David Bisbal, Antonio Carmona, Manuel Carrasco, Jesse & Joy, Juanes, Pablo López, Malú, Vanesa Martín, India Martinez, Antonio Orozco, Niña Pastori, Laura Pausini, Abel Pintos, Rozalen, Shakira e Tommy Torres. Il videoclip è stato reso disponibile sul canale YouTube di Alejandro Sanz VEVO il 19 maggio 2017, lo stesso giorno in cui è uscito il singolo. Nel video compaiono solo bambini.